# Eurovision Song Contest 1963
Eurovision Song Contest 1963 blev for anden gang holdt i London, Storbritannien på trods af at landet endnu ikke havde vundet.
BBC havde denne gang fundet på, at artisterne skulle optræde i et særskilt studie og altså ikke i samme studie, som hvor publikum sad. Der var desuden forskellige sceneopsætninger til hver sang.
Danmark vandt for første gang men sejren kom ikke helt uden problemer. Efter at alle lande havde afgivet deres stemmer, stod Schweiz som vinder, men da Norge åbenbart havde lavet fejl i deres pointafgivning ændredes billedet. Det varede ikke længe før beskyldninger om snyd og "nabohjælp" kom frem, men EBU stod fast på at konkurrencen var afsluttet med Danmark som vinder.

## Deltagere og resultater
| Land (Sprog)   | Solist                  | Sang (Uofficiel oversættelse)   | Plads. | Point |
| -------------- | ----------------------- | ------------------------------- | ------ | ----- |
| Storbritannien | Ronnie Carroll          | Say wonderful things            | 4      | 28    |
| Holland        | Annie Palmen            | Een speeldoos                   | 13     | 0     |
| Vesttyskland   | Heidi Brühl             | Marcel                          | 9      | 5     |
| Østrig         | Carmela Corren          | Vielleicht geschieht ein Wunder | 7      | 16    |
| Norge          | Anita Thallaug          | Solhverv                        | 13     | 0     |
| Italien        | Emilio Pericoli         | Uno per tutte                   | 3      | 37    |
| Finland        | Laila Halme             | Muistojeni laulu                | 13     | 0     |
| Danmark        | Grethe & Jørgen Ingmann | Dansevise                       | 1      | 42    |
| Jugoslavien    | Vice Vukov              | Brodovi                         | 11     | 3     |
| Schweiz        | Esther Ofarim           | T'en va pas                     | 2      | 40    |
| Frankrig       | Alain Barrière          | Elle était si jolie             | 5      | 25    |
| Spanien        | José Guardiola          | Algo progidioso                 | 12     | 2     |
| Sverige        | Monica Zetterlund       | En gång i Stockholm             | 13     | 0     |
| Belgien        | Jacques Raymond         | Waarom                          | 10     | 4     |
| Monaco         | Françoise Hardy         | L'amour s'en va                 | 5      | 25    |
| Luxembourg     | Nana Mouskouri          | A force de prier                | 8      | 16    |